# Кароліна Накваська
Кароліна Накваська, до шлюбу Потоцька, герб Пилява (нар. 6 серпня 1798, Пражмув, Польща — 27 вересня 1875, Тур, Франція) — польська письменниця.

## Життєпис
Дочка полковника польській армії Варшавського герцогства Адама Потоцького (1776—1812) та Марії Антоніни Ростворовської (донька земського судді Анджея Яна Тадеуша Рстворовського (1745 — 1831) ). 23 липня 1815 року у Львові стала дружиною Олександра Старженьського (помер 1831 р.). Незабаром після народження сина Францишка вирішила залишити чоловіка. Після розлучення 19 вересня 1826 року в Кракові вона пошлюбила Генріка Мирослава Накваського (1800 — 1876), польського емігрантського активіста і публіциста.
Кароліна Накваська дебютувала в 1830 р. у «Газеті Польській» з розповіддю про ченця Юзефа Корженьовського. Під час Листопадового повстання вона створила лікарню для поранених і хворих, і перебувала на той час у Варшаві. Після поразки Листопадового повстання її змусили виїхати за кордон, навесні 1832 року вона приєдналася до свого чоловіка в Дрездені. На Поділлі були вилучені залишки майна Потоцьких, конфісковано майно чоловіка в Кемпі Польській, у 1834 р. йому вдалося отримати еміграційний паспорт, який дозволив поїхати та рятувати знищений маєток. У 1840 році Кароліна Накваська приїхала до свого тестя, а потім його стараннями дістала паспорт до імперії та поїхала на Поділля. Не вдалося зберегти маєток Більче, спроданий Сапегом. Вона жила в Парижі в 1841 році, потім у Швейцарії, де в Женеві з'явилася її заміська садиба (т. 1-3, 1843–44), що була зразком для жінок. У 1862 році вона переїхала з чоловіком в Тур.
Вона писала дидактичні та моралізуючі брошури та повісті для дітей та дорослих, найчастіше перероблені з французької. У 1860-65 роках співпрацювала з краківським Часом.

## Творчість
- Заміська садиба
- Романи для дітей
- Спогади про Адама Г. Потоцького (Спогади про батька)